# Karl Hawley
Pour les articles homonymes, voir Hawley.
Karl Leon Hawley est un footballeur anglais né le 6 décembre 1981 à Walsall.

## Carrière
| saison  | club                                                 | pays                                |
| ------- | ---------------------------------------------------- | ----------------------------------- |
| 2000-01 | Walsall                                              | Angleterre                          |
| 2001-02 | Walsall                                              | Angleterre                          |
| 2002-03 | Walsall Raith Rovers Hereford United Raith Rovers    | Angleterre Écosse Angleterre Écosse |
| 2003-04 | Walsall                                              | Angleterre                          |
| 2004-05 | Carlisle United                                      | Angleterre                          |
| 2005-06 | Carlisle United                                      | Angleterre                          |
| 2006-07 | Carlisle United                                      | Angleterre                          |
| 2007-08 | Preston North End                                    | Angleterre                          |
| 2008-09 | Preston North End Northampton Town Colchester United | Angleterre                          |
| 2009-10 | Notts County                                         | Angleterre                          |
| 2010-11 | Notts County                                         | Angleterre                          |
| 2011-12 | Crawley Town                                         | Angleterre                          |
| 2012-13 | Scunthorpe                                           | Angleterre                          |
| 2013-   | Torquay                                              | Angleterre                          |